# 东官庄镇
东官庄镇，是中华人民共和国河南省驻马店市汝南县下辖的一个乡镇级行政单位。

## 行政区划
东官庄镇下辖以下地区：
官庄社区、夏庄村、邓庄村、王和店村、苗庄村、李塘村、陶陂村、吴庄村、良屯村、李坡屯村、大湾村、舍屯村、宋屯村、刘坡村、赖楼村、胡寨村、李寨村、邓屯村、滕冢村、王屯村、焦庄村和辛屯村。